# Sylvio Kroll
Sylvio Kroll (* 29. April 1965 in Lübben) ist ein ehemaliger deutscher Kunstturner.

## Leben und sportlicher Werdegang
Kroll wurde schon früh durch die Nachwuchsförderung des DDR-Sports entdeckt. Bereits mit sechs Jahren war seine Sportart festgelegt. Sein erster Trainer beim TZ Lübben war von 1971 bis 1974 Guido Janz, der Vater der Olympiasiegerin Karin Janz. Ab 1975 besuchte er die Kinder- und Jugendsportschule in Cottbus und nahm regelmäßig an Kinder- und Jugendspartakiaden teil, wo er 1979 vierfacher Sieger wurde, im Mehrkampf, Boden, Reck und Sprung. Bei den Juniorenmeisterschaften 1981 holte er drei Titel (Mehrkampf, Barren und Boden). 1982 wurde er erstmals DDR-Meister im Pferdsprung und gewann die Bronze-Medaille bei der Junioren-Europameisterschaft. 1983 nahm er zum ersten Mal an einer Weltmeisterschaft teil, konnte sich allerdings noch nicht unter den ersten Drei platzieren. Wegen des Boykotts der Spiele durch die DDR und andere Staaten konnte er nicht an den Olympischen Sommerspielen 1984 teilnehmen. Bei den „Ersatzspielen“, den Wettkämpfen der Freundschaft im tschechoslowakischen Olomouc, unterstrich er seine gute Form mit Gold im Sprung und Silber mit der Mannschaft.

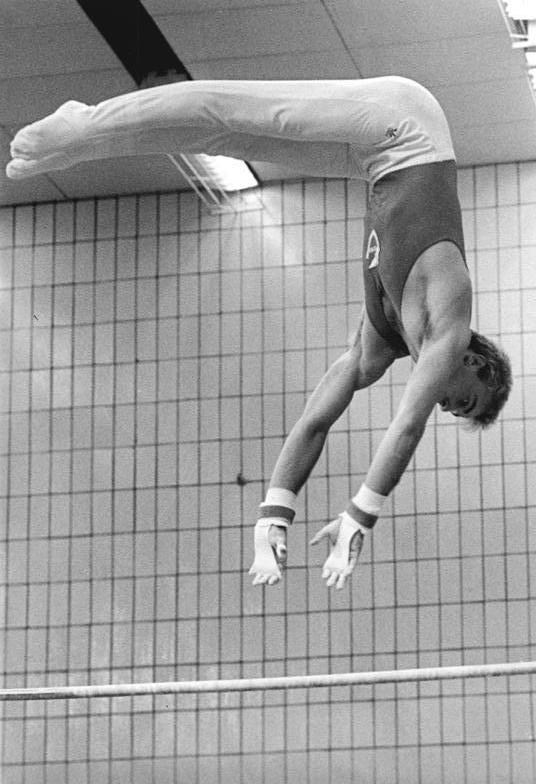
Bei den DDR-Meisterschaften im Turnen 1989

Sein erfolgreichstes Jahr war 1985, als er Europameister im Pferdsprung und Vizeeuropameister am Barren sowie am Pauschenpferd wurde, bei den Turn-Weltmeisterschaften den Titel am Barren holte, Vizeweltmeister am Reck wurde und zwei Bronzemedaillen gewann – im Einzelmehrkampf und mit der Mannschaft. Außerdem siegte er beim DTB-Pokal im Kür-Sechskampf. 1985 in Oslo kreierte er einen neuartigen Sprung, einen Überschlag, Salto vorwärts, gehockt, mit anderthalbfacher Schraube, der im Code de Pointage  als Kroll-Sprung aufgenommen wurde. An diese Leistungen schloss er im darauf folgenden Jahr mit seinem dritten DDR-Meistertitel im Pferdsprung und seinem zweiten am Reck an. Im Sprung wurde er Weltcupsieger, am Reck belegte er den zweiten und am Boden den dritten Platz. Bei der EM 1987 konnte er zwei Silbermedaillen erringen (Sprung und Reck) und bei der WM wurde er Weltmeister im Sprung und gewann Bronze mit der Mannschaft. Außerdem siegte er beim DTB-Pokal im Sprung und am Pauschenpferd, wurde Zweiter im Mehrkampf und Dritter am Reck. Während der Vorbereitung für die Olympischen Spiele 1988 erkrankte er an einem Lungenödem. Trotzdem konnte er in Seoul zwei Silbermedaillen gewinnen, eine mit der Mannschaft und eine im Pferdsprung. In denselben Disziplinen gewann er im folgenden Jahr auch bei der Weltmeisterschaft in Stuttgart zwei Silbermedaillen. Daneben siegte er beim DTB-Pokal im Pferdsprung, wurde Zweiter am Reck und Dritter an den Ringen. 1991 konnte er bei der Weltmeisterschaft in Indianapolis noch die Bronzemedaille mit der Mannschaft, die Deutsche Meisterschaft am Pauschenpferd sowie die Vizemeisterschaft im Sprung und im Mehrkampf erringen. Bei den Olympischen Spielen 1992 wurde er „nur“ noch Sechster im Sprung und Vierter mit der Mannschaft.
Kroll studierte ab 1986 an der Deutschen Hochschule für Körperkultur und Sport (DHfK). Nach seiner Karriere als Aktiver arbeitete er beim Cottbuser Sportamt und war von 1997 bis 2007 Turnierdirektor des Cottbuser Weltcups „Turnier der Meister“. 2007 bis 2008 leitete er den Olympiastützpunkt Stuttgart. Seit 2009 arbeitet er am Olympiastützpunkt Frankfurt (Oder). Außerdem kommentiert er seit 1994 für Eurosport internationale Turnwettkämpfe und ist seit 2003 Mitglied des Exekutivkomitees der Europäischen Turnunion (UEG).
Er ist seit 1989 verheiratet und hat mit seiner Frau zwei Kinder. Seine Hobbys sind Gegenwartsliteratur und Musik.

## Auszeichnungen
- 1984 – Vaterländischer Verdienstorden in Gold[2]
- 1986 – Stern der Völkerfreundschaft in Gold[3]
- 1988 – Vaterländischer Verdienstorden in Silber[4]